# 5GAT
5GAT (5th Generation Aerial Target) — перспективная воздушная мишень, имитатор истребителя 5 поколения. Разработчик и производитель — американская компания Sierra Technical Services.

## Общие сведения
Компания Sierra Technical Services занимается разработкой 5GAT с 2006 года. В сентябре 2020 года проведены наземные испытания воздушной мишени на полигоне в штате Юта. Началась подготовка 5GAT к первому полёту, который запланирован на конец октября 2020 года.В январе 2021 года стало известно, что первый образец 5GAT разбился во время опытного полёта.
Во время наземных испытаний беспилотник выполнил 24 пробежки по аэродрому, включая 9 — на скорости, близкой к скорости взлёта.
Лётные испытания пройдут в несколько этапов. На первом этапе будут подтверждены лётные характеристики, а также работа автоматических систем взлёта и посадки. Затем на втором этапе пройдут испытания скоростных и высотных характеристик, а также маневрирования с перегрузками.
5GAT создана в форме двухдвигательного самолёта с реактивными силовыми установками. Летательный аппарат получил ромбовидное в плане крыло и отклоненные в стороны два киля. Планер мишени на 95 процентов выполнен из композиционных материалов.

## Тактико-технические характеристики
- Длина — 12,2 метра
- Размах крыла — 7,3 метра
- Максимальная взлётная масса — 4,4 тонны
- Максимальная высота полёта — 13,7 тыс. метров
- Скорость — до 0,95 чисел Маха
- Продолжительность полёта — 1,5 часа.

## Планы использования
5GAT будет использоваться военными для боевой подготовки пилотов истребителей, расчётов систем ПВО и операторов радиолокационных станций. Данный дрон-мишень предназначен для имитации полётов российского истребителя пятого поколения Cу-57 и китайского J-20.